# Kościół św. Jana Ewangelisty i Opatrzności Bożej w Bartągu
Kościół pw. św. Jana Ewangelisty i Opatrzności Bożej w Bartągu – późnogotycki, zabytkowy kościół parafialny parafii pw. św. Jana Ewangelisty i Opatrzności Bożej w Bartągu. W obecnym stanie utrzymuje się od pierwszej połowy XVIII wieku.

## Historia
Pierwsza świątynia w tej miejscowości został zbudowany w drugiej połowie XIV wieku. W wieku XVI budynek został częściowo przebudowany. Kościół spłonął w pożarze wsi w 1691 roku. Odbudowano ją na początku XVIII wieku. W 1724 roku świątynia została konsekrowana przez biskupa pomocniczego Jana Franciszka Kurdwanowskiego. W 1800 roku odbudowano wieżę, a w 1934 roku kościół powiększono o nawy boczne.

## Galeria

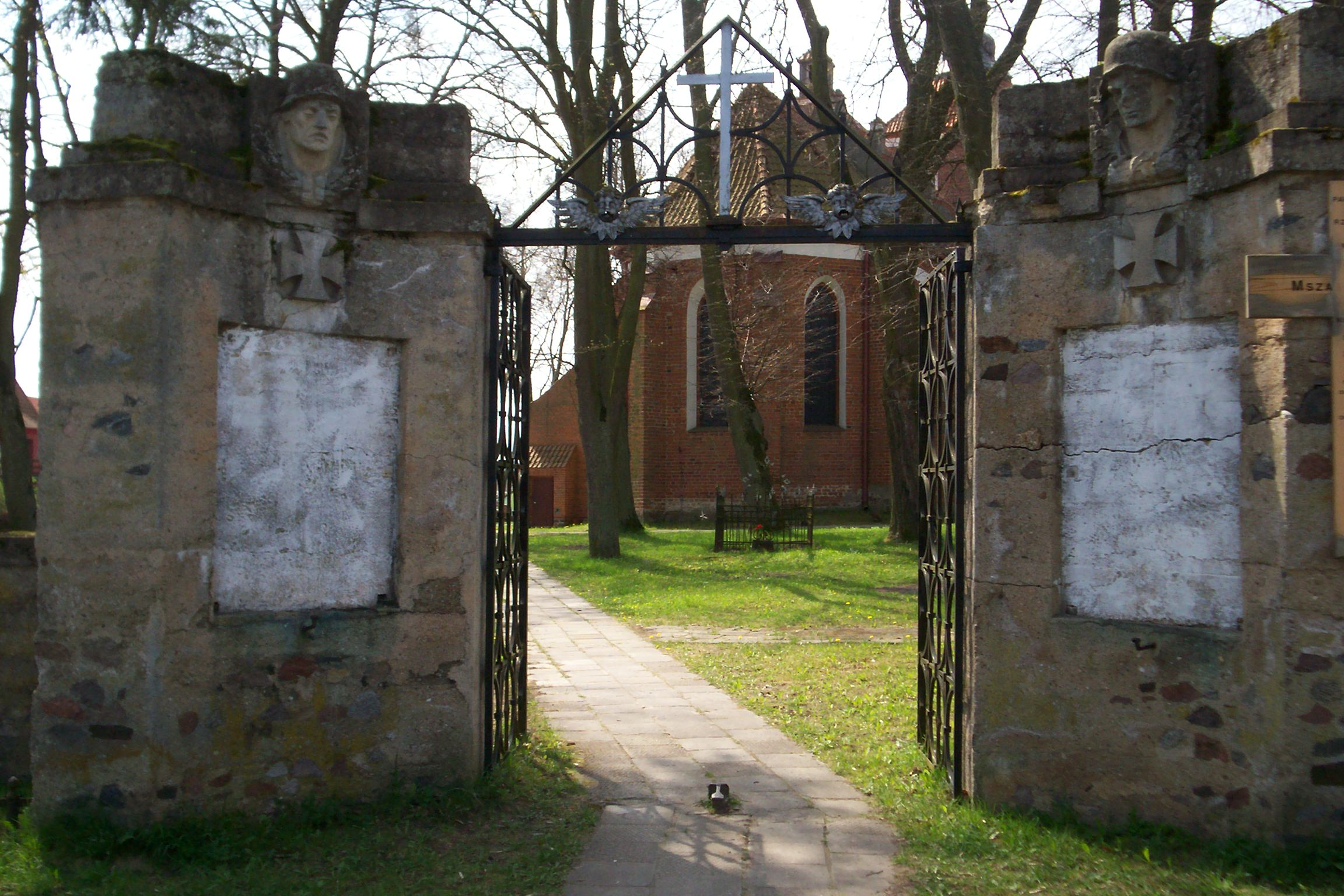
Brama do dziedzińca kościelnego
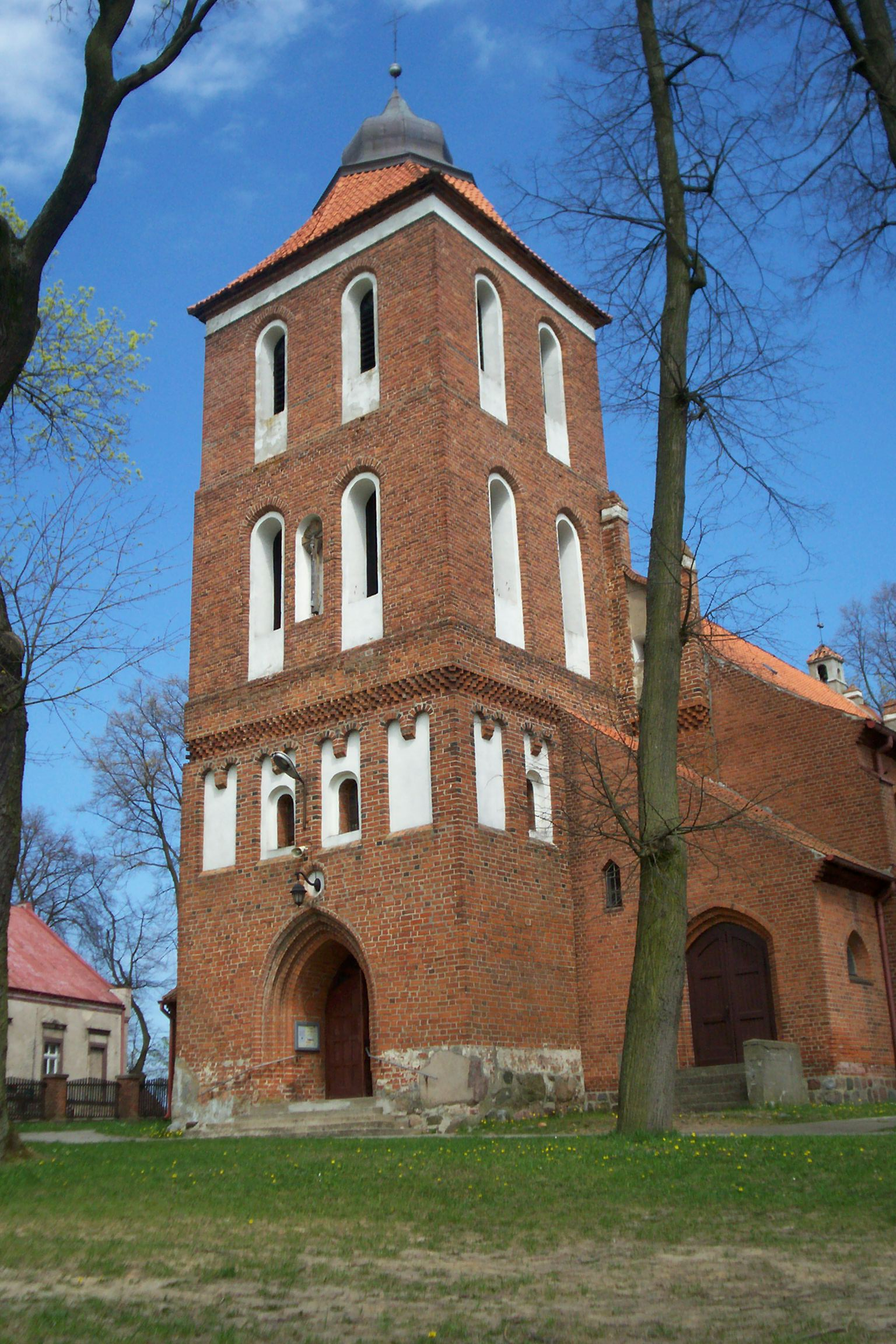
Wieża, jedno z bocznych wejść i wejście główne
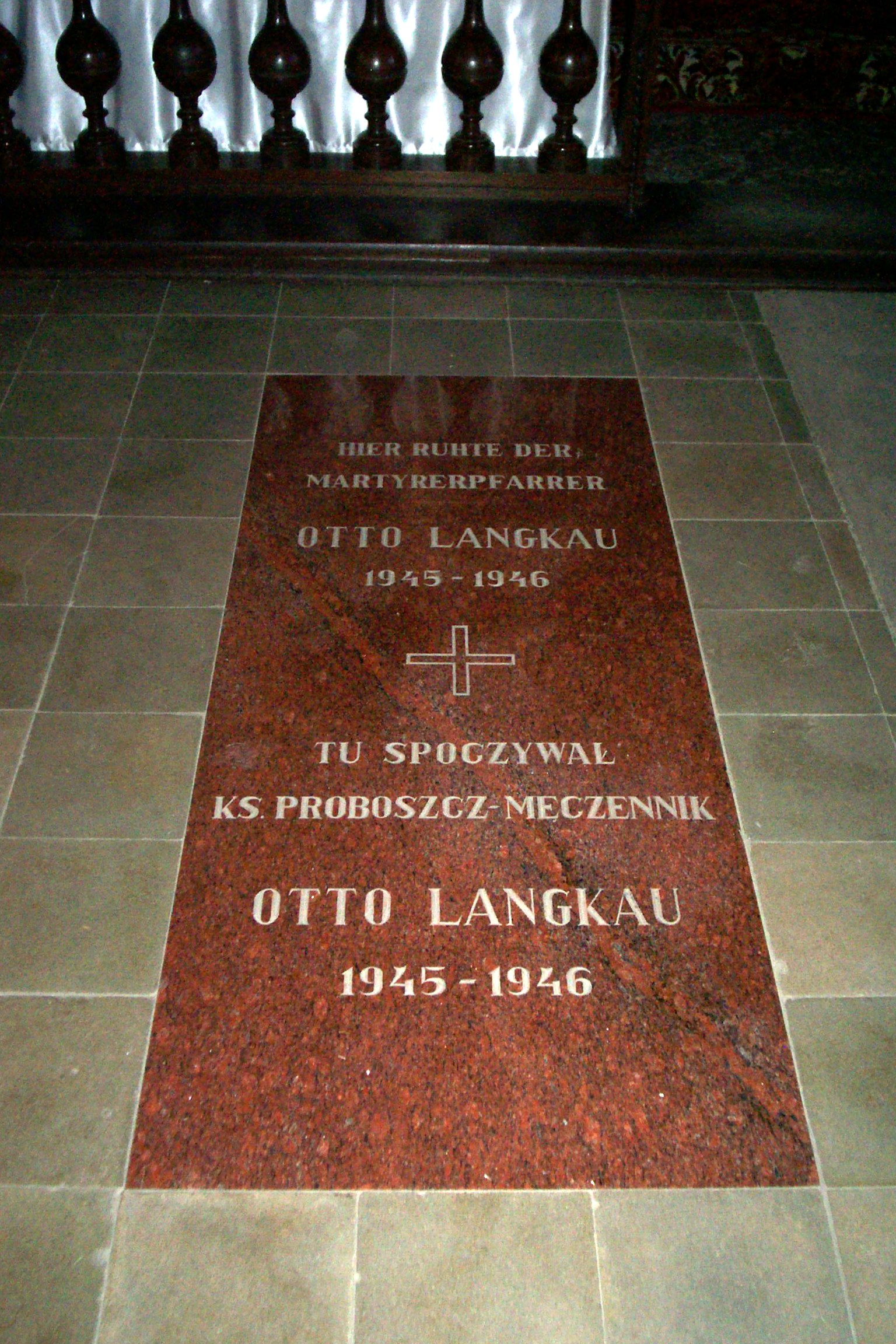
Płyta upamiętniająca Otto Langkau
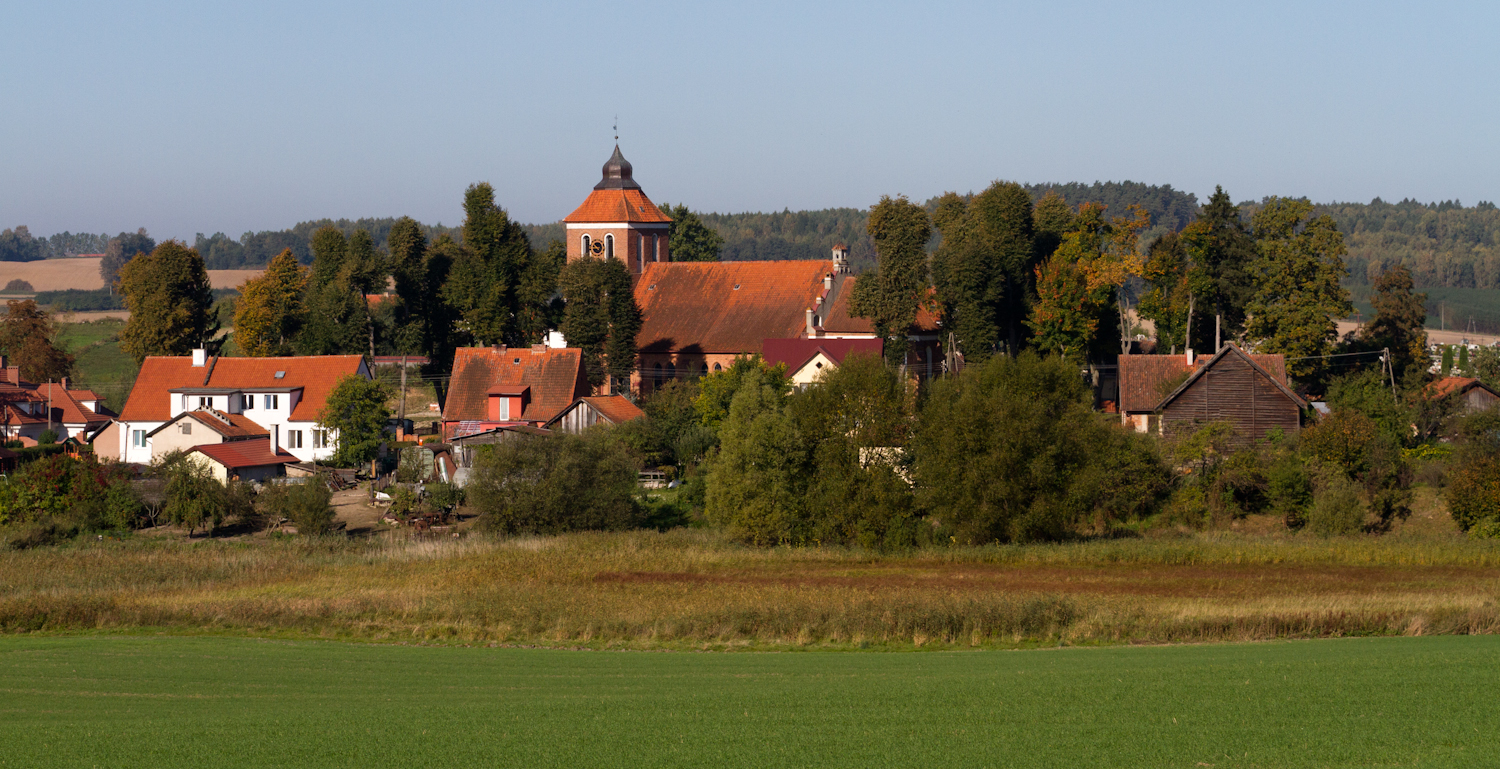
Panorama Bartąga z widocznym kościołem w tle
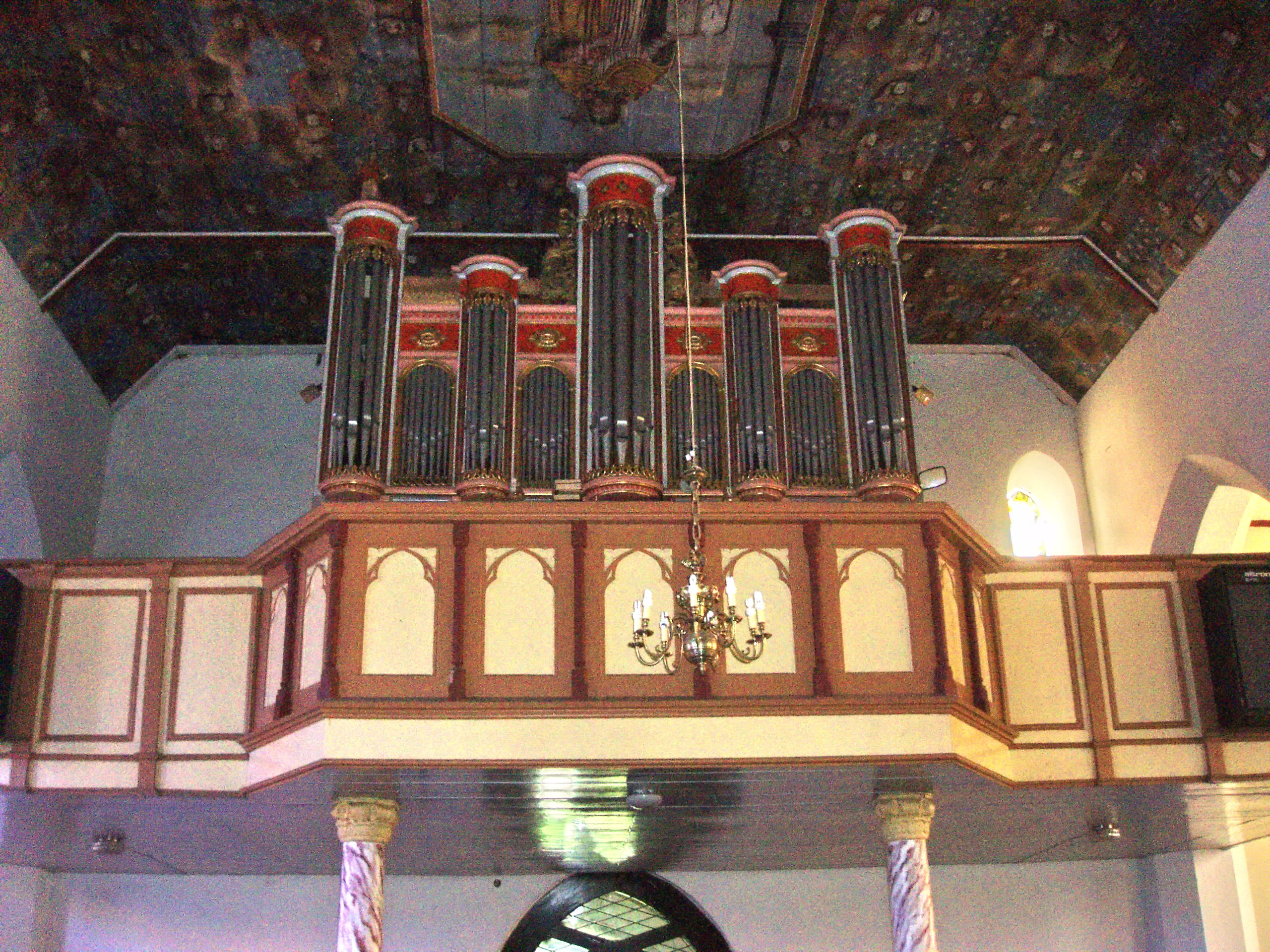
Chór i organy
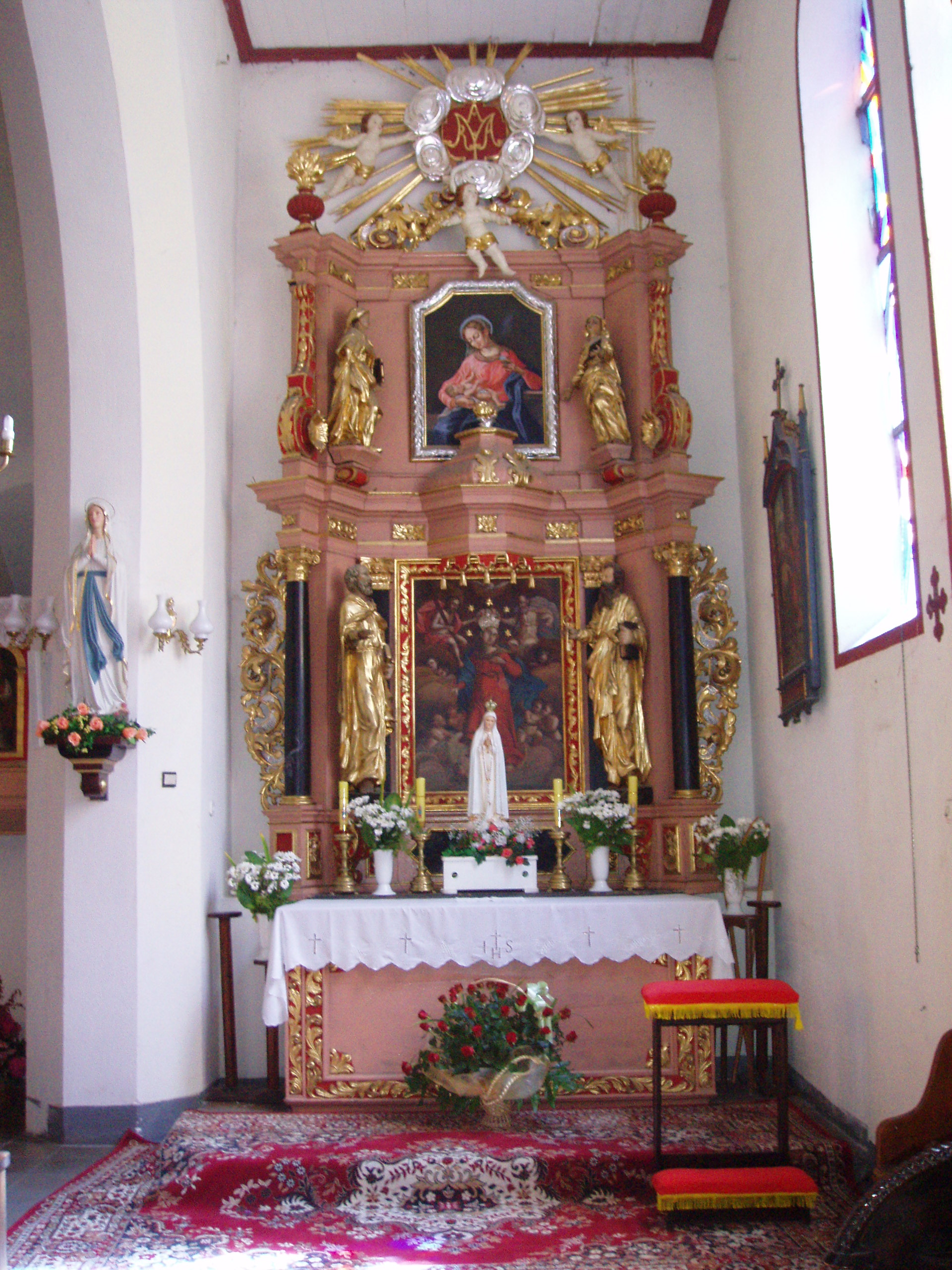
Ołtarz boczny poświęcony Matce Bożej
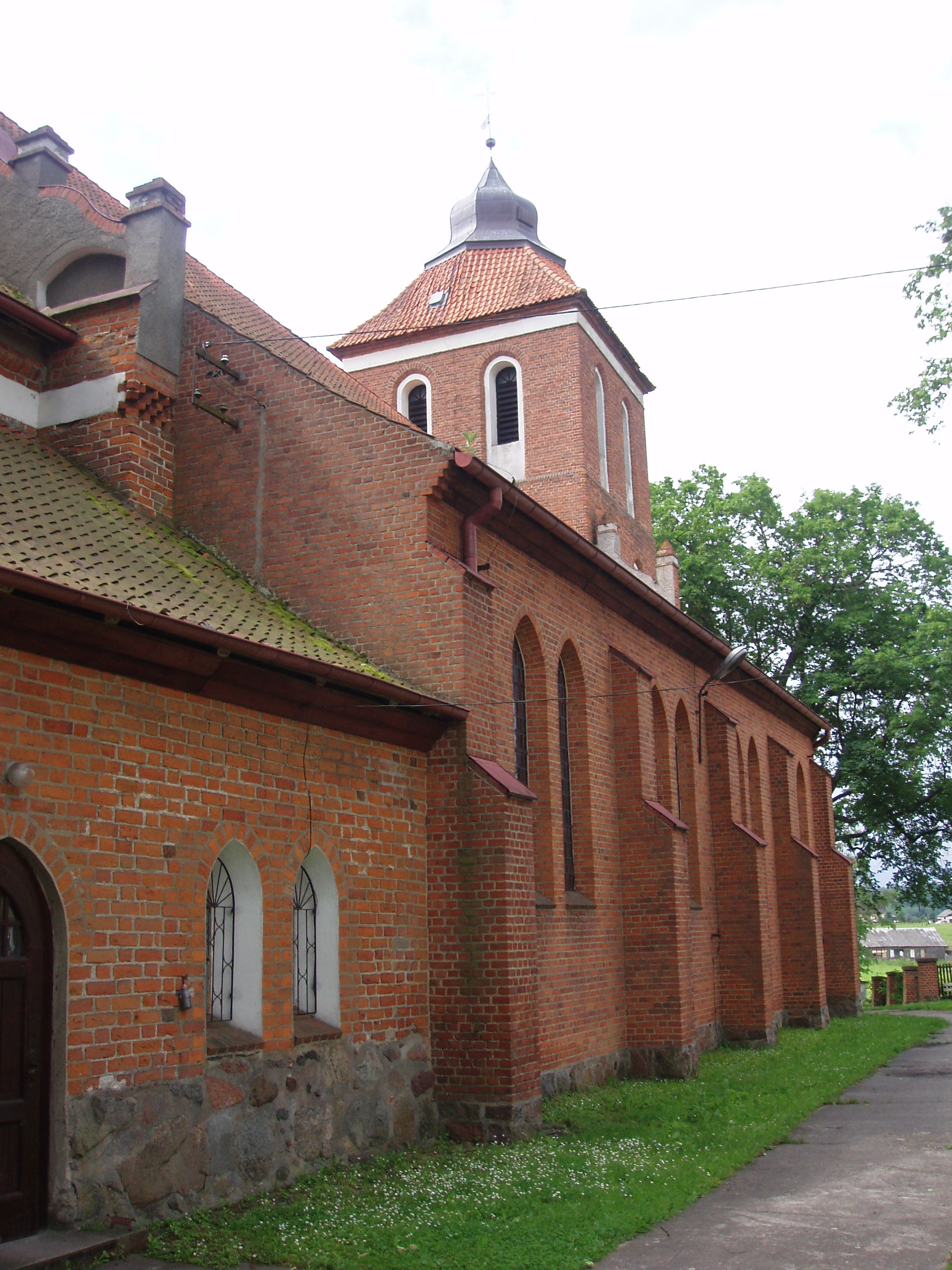
Zachodni bok kościoła, po lewej stronie zdjęcia zakrystia
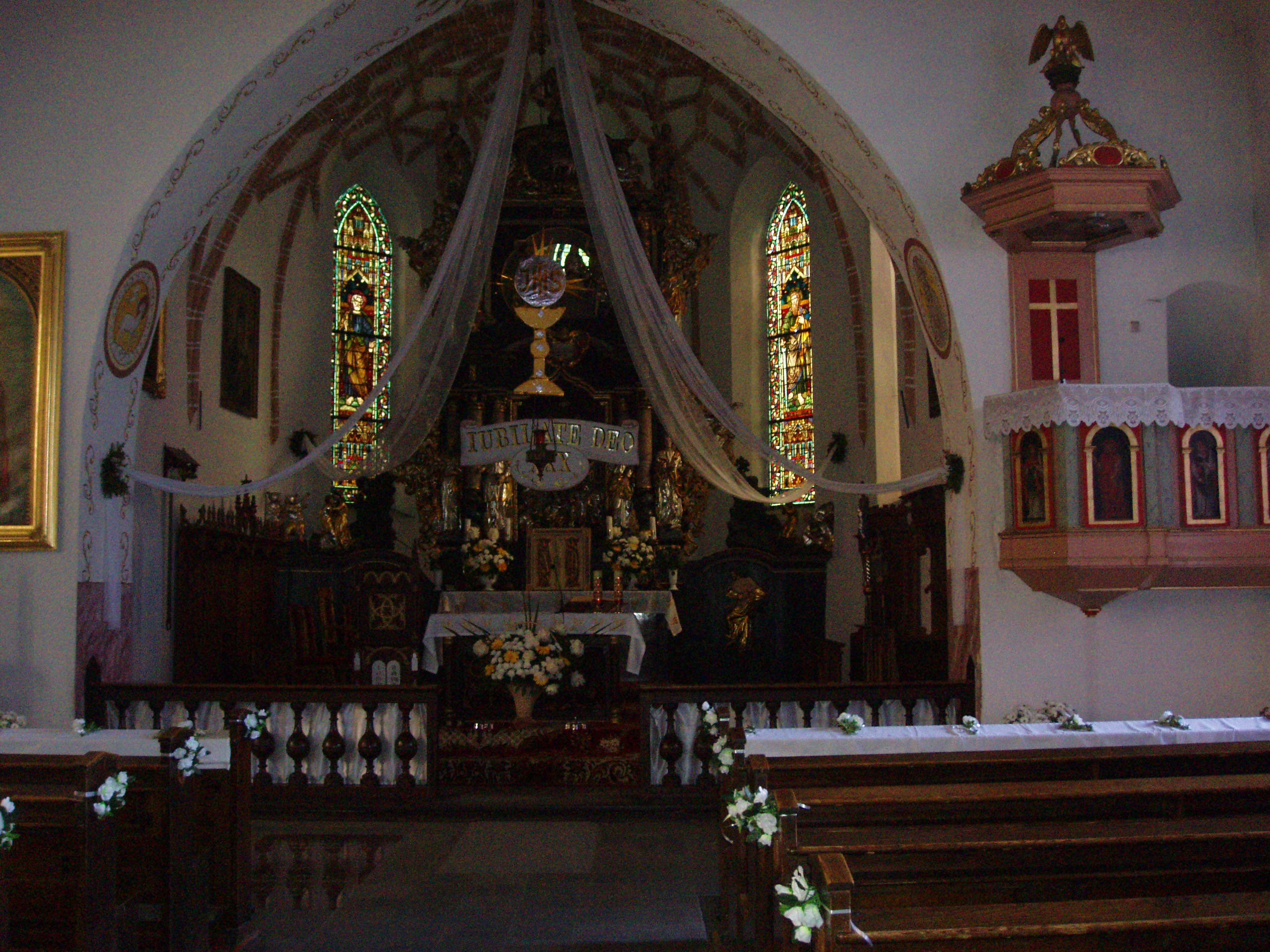
Prezbiterium w czasie uroczystości

## Przedmioty warte uwagi

### Ołtarz główny[1]
Barokowy ołtarz główny autorstwa Izaaka Rigi z Królewca został wykonany 1695 roku.

### Żyrandole i lichtarze[1]
Żyrandole i lichtarze zostały wykonane przez bartąskiego stolarza, Józefa Kupczyka w 1883 roku.

### Obraz "Bóg patrzy i opatrzy"[3]
Na lewym ołtarzu bocznym XVIII-wieczny obraz Bożej Opatrzności (z napisem: Bóg patrzy i opatrzy), uważany przez wiernych za cudowny od wieków przyciąga licznych pielgrzymów. W skarbcu przechowywany jest relikwiarz z fragmentami Krzyża Pańskiego.